# Kashima (Shimane)
Kashima (鹿島町 Kashima-chō?) era un pueblo localizado en el distrito de Yatsuka, en la prefectura de Shimane, Japón.

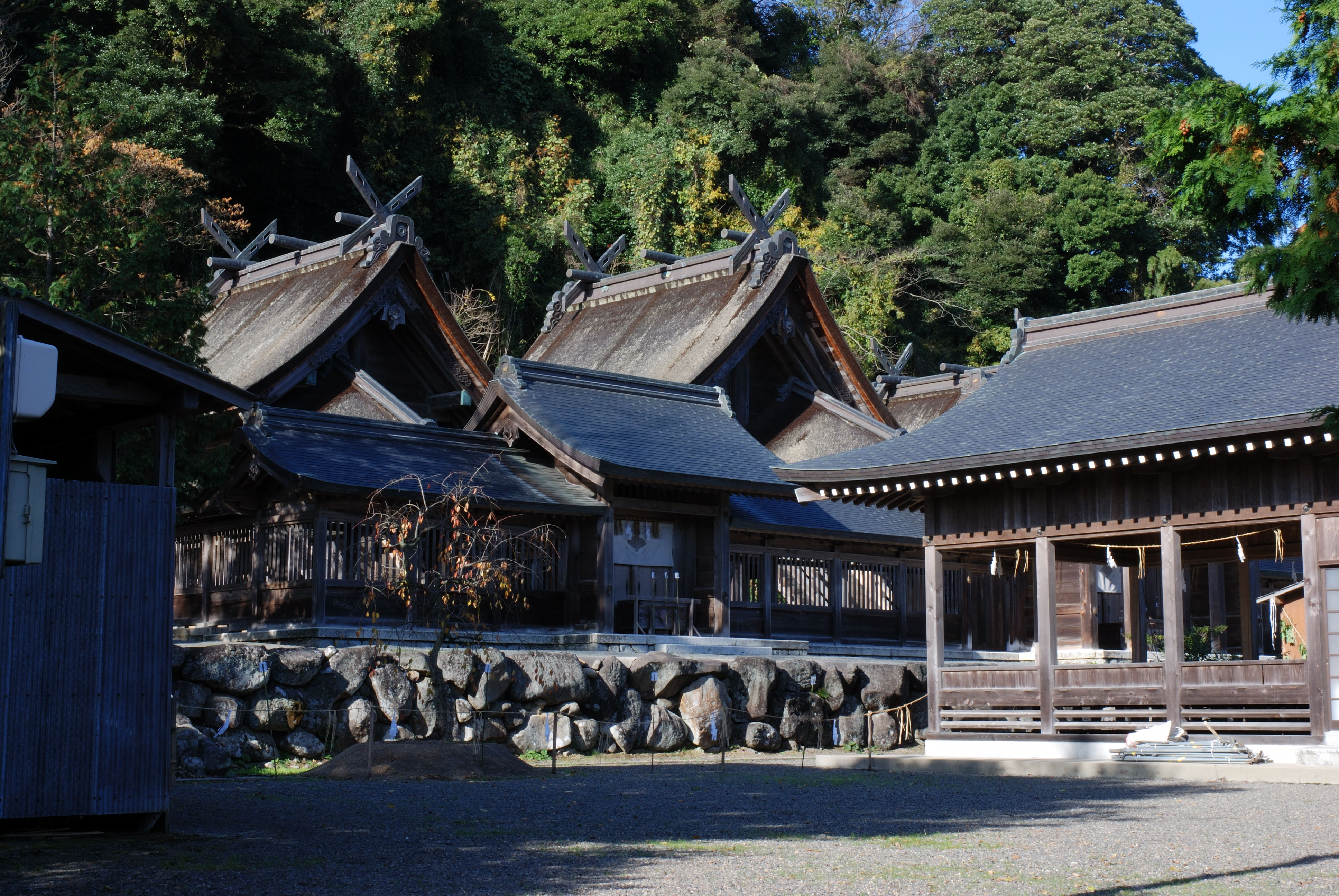
Sada Jinja (佐 太 神社) es un santuario sintoísta en Matsue, prefectura de Shimane, Japón.

A partir del 2003, el pueblo tuvo una población estimada de 8071 habitantes y una densidad de 277.93 personas por km². El área total fue de 29.04 km².
El 31 de marzo de 2005 Kashima, junto con los pueblos de Mihonoseki, Shimane, Shinji, Tamayu, Yatsuka, y la villa de Yakumo del distrito de Yatsuka se fusionaron con la ciudad de Matsue.